# Noah Centineo
Noah Gregory Centineo (Miami, 9 maggio 1996) è un attore statunitense, noto per i suoi ruoli nelle ultime tre stagioni della serie televisiva The Fosters.

## Biografia
Noah Centineo è nato a Miami, in Florida, da Kellee Janel e Gregory Vincent Centineo, produttore esecutivo di film. È cresciuto a Boynton Beach, in Florida, ha una sorella maggiore, Taylor. Ha frequentato la BAK Middle School of the Arts e poi la Boca Raton Community High School per il nono e il decimo anno, e lì ha giocato a calcio. Nel 2012, si è trasferito a Los Angeles e ha frequentato la Agoura High School.
Nel 2009, Centineo ha recitato come protagonista nel film per famiglie The Gold Retriever. Ha poi avuto piccoli ruoli, nelle sitcom di Disney Channel Austin & Ally, A tutto ritmo e Jessie. Ha recitato come co-protagonista di Jaden Stark nel film originale di Disney Channel How to Build a Better Boy (2014). Quello stesso anno, è stato scritturato come Ben Eastman nel film comico di Disney Channel Growing Up and Down, ma il progetto non è stato raccolto in serie.
Nel 2015, ha assunto il ruolo principale di Jesus Adams Foster nella serie drammatica di Freeform The Fosters, dove il personaggio era stato precedentemente interpretato da Jake T. Austin nelle stagioni 1-2. Ha fatto la sua prima apparizione nell'episodio "Lucky" della terza stagione, trasmesso il 17 agosto 2015. Nel 2017, Centineo è stato candidato per il Teen Choice Award come Choice Summer TV Star: Male per la sua interpretazione. Nello stesso anno ha recitato nel ruolo di Hawk Carter nella serie drammatica-thriller per adolescenti di go90 Tagged, terminata nel 2018. Ha interpretato il surfista/artista Johnny Sanders Jr. nella commedia romantica di formazione SPF-18. Quello stesso anno, è apparso come l'interesse amoroso di Camila Cabello nel video musicale per il suo singolo "Havana".
Centineo ha recitato in due film commedia teen originali Netflix nel 2018. Ha interpretato il ruolo di Peter Kavinsky nell'adattamento del romanzo rosa di Jenny Han Tutte le volte che ho scritto ti amo. Ha ricevuto recensioni positive ed è diventato un idolo degli adolescenti. Ha anche recitato nel ruolo di Jamey in Sierra Burgess è una sfigata e nel ruolo di Lance in Swiped. Il 20 marzo 2019, Centineo entra in trattative per interpretare He-Man in Masters of the Universe, un film basato sul franchise di Masters of the Universe, distribuito dalla Sony Pictures ma nell'aprile 2021 ha abbandonato il film. Nello stesso anno interpreta il ruolo principale di Brooks Rattigan nel film The Perfect Date, uscito ad aprile e ha avuto anche una parte da co-protagonista nel film Charlie's Angels, uscito a novembre.
Nel 2020 interpreta di nuovo il ruolo di Peter Kavinsky nel film P. S. Ti amo ancora diretto da Michael Fimognari e nel febbraio del 2021 è tornato nei panni di Peter Kavinsky in Tua Per Sempre. Nel 2021 ha ottenuto il ruolo del supereroe Atom Smasher/Albert Rothstein) nel film del DC Extended Universe Black Adam, diretto da Jaume Collet-Serra, uscito nelle sale il 20 ottobre 2022.
È stato annunciato che sta negoziando per un ruolo in un cortometraggio di GameStop. Nel 2022 ha preso parte sia come attore che come produttore alla serie televisiva Netflix The Recruit al fianco di Laura Haddock.
Nell'aprile 2024, è stato annunciato che Centineo si era unito al cast di Warfare, un film di guerra A24 scritto e diretto da Alex Garland e Ray Mendoza, uscito a marzo del 2025.
Nel maggio 2025, Centineo è stato confermato per il ruolo di Ken Masters nel film reboot di Street Fighter.

## Filantropia
Nel 2019, Centineo ha co-fondato Favored Nations con il suo amico Josh Heller, un attore e fotografo di lifestyle di Los Angeles. Centineo è stato ispirato a fondare l'organizzazione no-profit dopo aver collaborato con Omaze per un concorso che ha raccolto $ 280.000 per beneficenza; il premio era la possibilità di fare un'escursione e cenare con lui. Centineo è CEO e Heller il direttore marketing. L'organizzazione no-profit 501 (c) (3) produce e vende una varietà di prodotti in collaborazione con celebrità e influencer. Sono un intermediario tra donatori e enti di beneficenza; ogni donatore può contribuire a un ente di beneficenza da un elenco di organizzazioni no-profit che include Black Lives Matter, Policing Equity, Know Your Rights Camp, Color of Change, The Bail Project e la Florida Rights Restoration Coalition. L'organizzazione ha attirato molte celebrità e influencer a partecipare ad attività filantropiche. Nel 2020, Centineo ha anche coinvolto Favored Nations in una campagna per incoraggiare il voto alle elezioni presidenziali statunitensi del 2020. Lui e Heller hanno aperto una casa d'arte a tema elettorale e un tour virtuale per aumentare la partecipazione degli elettori.

## Vita privata
Nel febbraio 2020, Centineo ha rivelato in un'intervista con Harper's Bazaar che dai 17 ai 21 anni aveva vissuto "un periodo davvero buio nella sua vita", durante il quale aveva fatto uso di alcol e droghe. Dopo il suo 21° compleanno, è diventato sobrio per un anno.
Noah Centineo ha avuto una relazione con la modella Alexis Ren da marzo 2019 ad aprile 2020.

## Filmografia

### Cinema
- The Gold Retrievers, regia di James D.R. Hickox (2009)
- Turkles, regia di Frank Eberling (2011)
- Abraham & Sarah, the Film Musical, regia di Cathy Ellis (2014)
- Another Assembly, regia di Rondell Sheridan (2014)
- SPF-18, regia di Alex Israel (2017)
- Can't Take It Back, regia di Tim Shechmeister (2017)
- Sierra Burgess è una sfigata (Sierra Burgess Is a Loser), regia di Ian Samuels (2018)
- Tutte le volte che ho scritto ti amo (To All the Boys I've Loved Before), regia di Susan Johnson (2018)
- Swiped, regia di Ann Deborah Fishman (2018)
- The Perfect Date, regia di Chris Nelson (2019)
- Charlie's Angels, regia di Elizabeth Banks (2019)
- The Diary, regia di Jackie Chan (2019)
- P. S. Ti amo ancora (To All the Boys: P.S. I Still Love You), regia di Michael Fimognari (2020)
- Tua per sempre (To All the Boys: Always and Forever, Lara Jean), regia di Michael Fimognari (2021)
- Black Adam, regia di Jaume Collet-Serra (2022)
- Dream Scenario - Hai mai sognato quest'uomo? (Dream Scenario), regia di Kristoffer Borgli (2023)
- Warfare - Tempo di guerra (Warfare), regia di Alex Garland e Ray Mendoza (2025)

### Televisione
- Austin & Ally — serie TV, 3 episodi (2011-2012)
- Ironside — serie TV, episodio 1×07 (2013)
- Marvin Marvin — serie TV, episodio 1x08 (2013)
- A tutto ritmo (Shake It Up) — serie TV, episodio 3x19 (2013)
- TheAssignment — serie TV, 4 episodi (2013)
- Growing Up and Down, regia di Steve Leff — film TV (2014)
- Jessie — serie TV, episodio 3x09 (2014)
- Come creare il ragazzo perfetto (How to Build a Better Boy), regia di Paul Hoen — film TV (2014)
- Newsreaders — serie TV, episodio 2x01 (2014)
- See Dad Run — serie TV, episodio 3x11 (2014)
- The Fosters — serie TV, 51 episodi (2015-2018)
- T@gged — serie TV, 23 episodi (2017)
- Good Trouble — serie TV, 2 episodi (2019)
- The Recruit — serie TV, 14 episodi (2022-2025)

## Doppiatori italiani
Nelle versioni in italiano nelle opere in cui ha recitato, Noah Centineo è stato doppiato da:
- Federico Viola in Tutte le volte che ho scritto ti amo, P. S. Ti amo ancora, Charlie's Angels, Tua per sempre
- Manuel Meli in Swiped, Black Adam, The Recruit, XO, Kitty
- Andrea Oldani in Come creare il ragazzo perfetto
- Alberto Franco in Sierra Burgess è una sfigata
- Emanuele Ruzza in The Perfect Date
- Paolo Vivio in SPF-18
- Alessio Nissolino in T@gged
- Jacopo Cinque in  The Fosters

## Videoclip
- Havana di Camila Cabello (2017)
- Are You Bored Yet? dei Wallows (2019)
- Save Me Tonight di Arty (2019)

## Riconoscimenti
- Teen Choice Awards
  - 2017 – Candidatura per Attore preferito in una serie TV dell'estate per The Fosters
- Nickelodeon Kids' Choice Awards
  - 2019 – Attore cinematografico preferito per Tutte le volte che ho scritto ti amo
- MTV Movie & TV Awards
  - 2019 – Miglior bacio (con Lana Condor) per Tutte le volte che ho scritto ti amo
  - 2019 – Migliore prestazione rivoluzionaria per Tutte le volte che ho scritto ti amo